# Tom Vandenkendelaere
Tom Vandenkendelaere (Roeselare, 2 september 1984) is een Belgisch CD&V-politicus. Hij was van 2014 tot 2019 en van 2021 tot 2024 Europees Parlementslid.

## Biografie
Vandenkendelaere volgde studies vertaler-tolk Engels en Duits aan het Franstalig Institut Libre Marie Haps in Brussel. In 2007 behaalde hij een master in Internationale Relaties aan de Universiteit van Kent, en in 2014 promoveerde hij er tot doctor in dezelfde materie, met een proefschrift over de invloed van de toetreding van Polen tot de EU op de Duits-Poolse politieke relaties. Naast zijn studies werkte hij als attaché op de FOD Buitenlandse Zaken.

## Politiek
In 2012 werd Vandenkendelaere verkozen tot voorzitter van JONGCD&V, een functie die hij uitoefende van 2013 tot 2014. Nog in 2012 stond hij op de CD&V-lijst voor de gemeenteraadsverkiezingen in Roeselare. Hij werd vanop de twaalfde plaats niet verkozen. In oktober 2018 werd hij wel verkozen tot gemeenteraadslid van Roeselare en sinds januari 2019 zetelt hij in de gemeenteraad.
Bij de Europese Parlementsverkiezingen 2014 was Vandenkendelaere eerste opvolger op de CD&V-lijst, en behaalde hij 31.716 voorkeurstemmen. Nadat Marianne Thyssen het Europees Parlement verlaten had vanwege haar benoeming tot lid van de commissie-Juncker, werd hij op 6 november 2014 benoemd tot lid van het parlement. Bij de Europese verkiezingen van 26 mei 2019 kreeg hij opnieuw de eerste opvolgersplaats. Hierdoor kon hij niet rechtstreeks terugkeren naar het Europees Parlement. In augustus 2019 ging hij aan de slag als zelfstandig adviseur over Europese wetgeving. Hij bleef dit tot eind 2020.
Vandenkendelaere werd in oktober 2019 aangesteld tot schepen van Roeselare, met de bevoegdheden Omgevingsvergunningen, Stadsontwikkeling, Onderwijs, Patrimonium en Wijkhuizen. Hij volgde Nathalie Muylle op, die minister was geworden. Hij bleef schepen tot in december 2020, toen Muylle na het einde van haar ministerschap haar schepenambt weer opnam.
Op 1 januari 2021 zou Vandenkendelaere CEO geworden zijn van Belgapom, de beroepsvereniging van de Belgische aardappelhandel en -verwerking. Nadat bekend werd dat Kris Peeters ondervoorzitter van de Europese Investeringsbank zou worden en daardoor het Europees Parlement zou verlaten, besloot Vandenkendelaere de functie niet op te nemen om Peeters' zetel in het Europees Parlement over te nemen. In januari 2021 volgde hij Peeters op in het Europees Parlement, ditmaal zetelde hij in het Europees Parlement tot in juni 2024.
Tijdens zijn tweede mandaat ging hij zetelen in de commissie interne markt en consumentenbescherming en werd hij plaatsvervanger in de commissie buitenlandse zaken, de commissie landbouw en plattelandsontwikkeling en de commissie burgerlijke vrijheden, justitie en binnenlandse zaken. Daarnaast was hij vanaf februari 2021 voorzitter van de parlementaire delegatie bij de parlementaire vertegenwoordiging van de NAVO en werd hij lid van de subcommissie rond veiligheid en defensie.
In 2023 kreeg Wouter Beke de lijsttrekkersplaats voor de Europese verkiezingen van 2024, waarna Vandenkendelaere besloot zich niet meer verkiesbaar te stellen voor de Europese verkiezingen. Hij nam evenmin deel aan de Vlaamse of federale verkiezingen.
Na zijn mandaat in het Europees Parlement werd hij in oktober 2024 kabinetschef van Manfred Weber, voorzitter van de Europese Volkspartij.
In oktober 2024 werd Vandenkendelaere herkozen als gemeenteraadslid van Roeselare. Na de installatie van de nieuwe gemeenteraad begin december dat jaar werd hij aangesteld tot voorzitter van de gemeenteraad.